# Сусець (гміна)
Гміна Сусець (пол. Gmina Susiec) — сільська гміна у східній Польщі. Належить до Томашівського повіту Люблінського воєводства.
Станом на 31 грудня 2011 у гміні проживало 7794 особи.

## Площа
Згідно з даними за 2007 рік площа гміни становила 190.52 км², у тому числі:
- орні землі: 41.00%
- ліси: 54.00%

Таким чином, площа гміни становить 12.81% площі повіту.

## Населення
Станом на 31 грудня 2011:
| Опис     | Загалом | Загалом | Чоловіки | Чоловіки | Жінки | Жінки |
| -------- | ------- | ------- | -------- | -------- | ----- | ----- |
| одиниця  | осіб    | %       | осіб     | %        | осіб  | %     |
| все      | 7794    | 100     | 3929     | 50.41    | 3865  | 49.59 |
| міське   | 0       | 100     | 0        |          | 0     |       |
| сільське | 7794    | 100     | 3929     | 50.41    | 3865  | 49.59 |

## Населені пункти
Гміна складається з 33 населених пунктів, з них 19 сіл становлять повноцінну адміністративну одиницю — солтиство:
- Цьотуша Нова — (Ciotusza Nowa);
- Цьотуша Стара — (Ciotusza Stara);
- Грабовиця — (Grabowica);
- Гута Шуми — (Huta Szumy);
- Кункі — (Kunki);
- Ласохи — (Łasochy);
- Лосінець — (Łosiniec);
- Лущач — (Łuszczacz);
- Майдан Сопоцький Другий — (Majdan Sopocki Drugi);
- Майдан Сопоцький Перший — (Majdan Sopocki Pierwszy);
- Мазіли — (Maziły);
- Новини — (Nowiny);
- Осередок — (Oseredek);
- Паари — (Paary);
- Ружа — (Róża);
- Рибниця — (Rybnica);
- Сусець — (Susiec);
- Воля Лосінецька — (Wólka Łosiniecka);
- Завадки — (Zawadki).

Інші поселення (без статусу солтиства):
- Банахи — (Banachy);
- Дмітроце — (Dmitroce);
- Голоси — (Hałasy);
- Княже — (Kniazie);
- Коркоше — (Korkosze);
- Кошеле — (Koszele);
- Малкі — (Małki);
- Нивка-Гайова — (Niwka-Gajówka);
- Подрусув — (Podrusów);
- Ребіжанти — (Rebizanty);
- Сіклівце — (Sikliwce);
- Скварки — (Skwarki);
- Свіди — (Swidy);
- Загора — (Zagóra);
- Загродники — (Zagrodniki);
- Сухий Кінець — (Suchy Koniec );
- Залома — (Załoma);
- Зуби — (Zuby).

## Сусідні гміни
Гміна Сусець межує з такими гмінами: Краснобруд, Лукова, Наріль, Обша, Томашів, Юзефув.